# Ishi

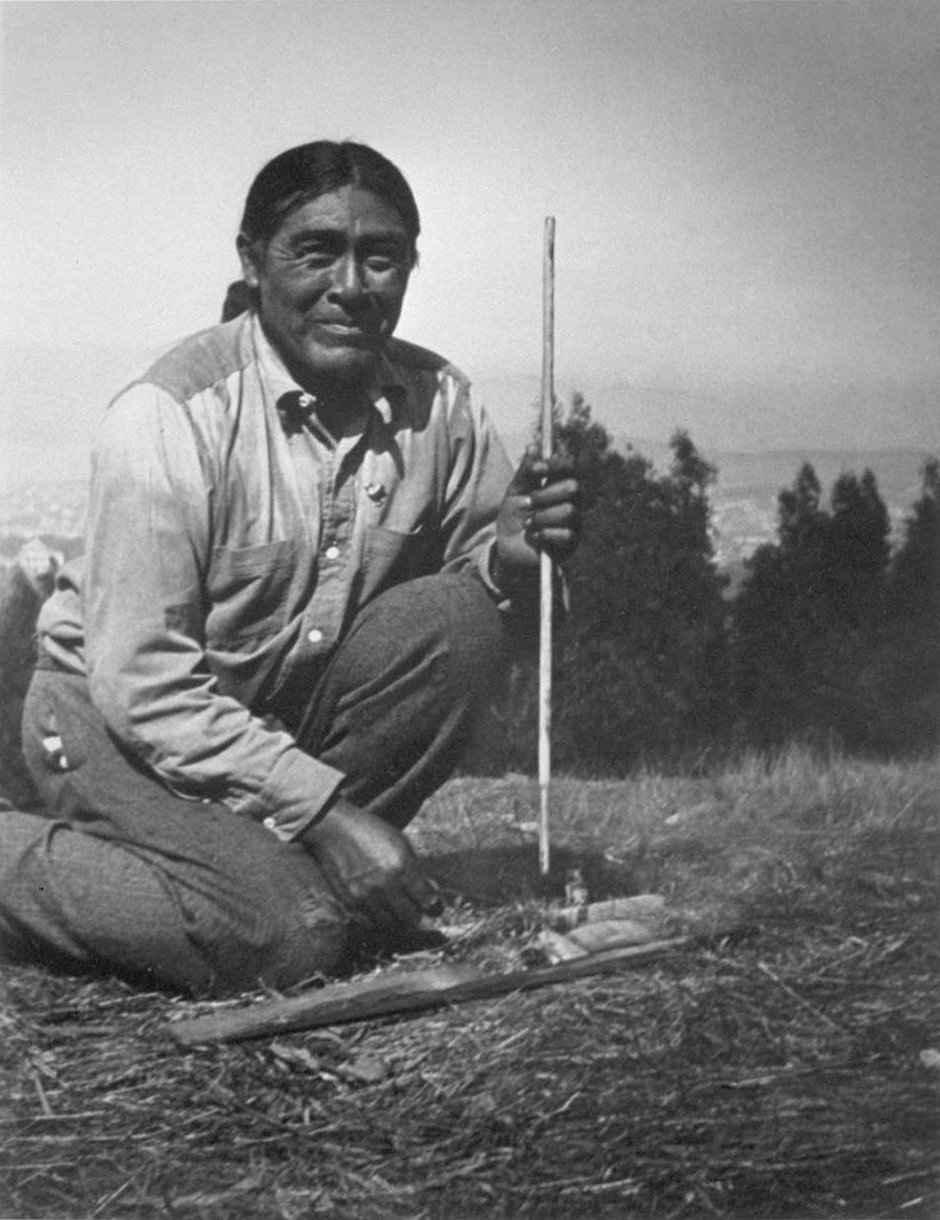
Ishi v roce 1914 při předvádění techniky rozdělávání ohně

Ishi (počeštěně též Iši, c. 1861 – 25. březen 1916) byl poslední známý člen severoamerického indiánského kmene Yahi, jenž pocházel z dnešní Kalifornie. Zbývající členové kmene byli pobiti nebo vymřeli v průběhu 19. či nejpozději začátkem 20. století. Ishi je mnohdy titulován jako „poslední divoký Indián“ v Severní Americe. Většinu svého života žil v divočině, zcela izolován od moderní bělošské civilizace.
V roce 1911, když mu bylo asi 50 let, se objevil v osadě Oroville v severní Kalifornii, kde se pravděpodobně pokusil získat něco k snědku. Místní šerif Ishiho zajistil a krátce nato ho začali zkoumat antropologové z Kalifornské univerzity v Berkeley. Dlouho měli problém se s ním dorozumět. Sám Ishi dokonce nikdy neprozradil své skutečné jméno, neboť dle tradice jeho kmene ho musel vždy představit nějaký jiný Yahi. Jméno Ishi, které mu antropologové dali, znamená v yanaštině (jazyk, jejímž dialektem je yahiština) „člověk“. Ishi byl v Berkeley podroben detailnímu studiu. Získal zde i zaměstnání, stal se školníkem. Většinu svého zbývajícího života strávil v univerzitních budovách v San Francisku. Zemřel na tuberkulózu v roce 1916. Jeho život byl popsán v mnoha knihách a zdokumentován ve filmech.

## Život

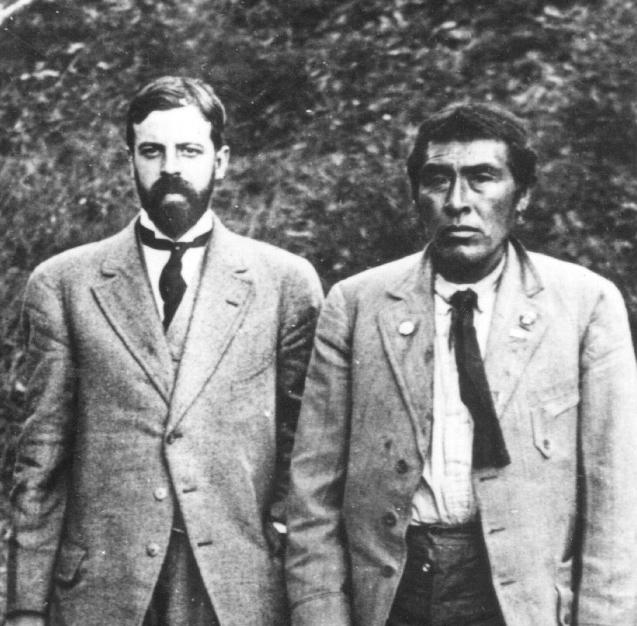
Alfred Kroeber a Ishi v roce 1911

Ishi se narodil kolem roku 1861. Pocházel z kmene Yahiů, jenž žil v oblasti toků Mill Creek a Deer Creek v severní Kalifornii. Tento kmen lovců a sběračů patřící do skupiny kmenů Yana čítal původně asi 400 lidí a žil ještě v 19. století na úrovni střední doby kamenné, tedy bez znalosti zemědělství a kovů. Velmi ho zasáhla kalifornská zlatá horečka - přišel o část zdrojů potravy a dostával se do střetu s bělochy kvůli území. V roce 1865 bylo etnikum zdecimováno v bitce zvané „Three Knolls Massacre“: trestná výprava sestávající z asi 17 bílých osadníků Yahie napadla, když spali, a přibližně 40 z nich zabila. Yahiové byli masakrováni a zabíjeni i při několika dalších incidentech. Přežilo jen několik desítek členů etnika a ti se následně více než 40 let skrývali v kalifornských horách, přičemž jich postupně ubývalo. V roce 1908 se k posledním čtyřem zbývajícím Yahiům, což byl Ishi, jeho matka, jeho sestra a jeho strýc, dostala náhodou jakási průzkumná výprava, která indiánskou skupinu přes její bídný stav ještě oloupila. Malá indiánská komunita se nadobro rozprchla, zbyl jen Ishi a jeho nemocná matka, která krátce nato zemřela. Další tři roky strávil sám v přírodě. V roce 1911 však v oblasti vypukly požáry, jež mu prakticky znemožnily zisk obživy. Ishi začal hladovět, trpěl steskem po kontaktu s lidmi a vydal se hledat jídlo do blízkosti bělošského města Oroville. Potloukal se okolo jatek a zde ho 29. srpna 1911 místní obyvatelé zajistili a zdejší šerif umístil do cely. Brzy vešlo ve známost, že se zde nachází podivný divoch, s nímž se vůbec nedá dorozumět. Dozvěděl se o něm Alfred L. Kroeber, vedoucí antropologického oddělení Kalifornské univerzity v Berkeley a ředitel muzea tamtéž, a nechal Ishiho převézt na univerzitní půdu. Zde ho on a jeho spolupracovníci (například lingvista Thomas T. Waterman) podrobili pečlivému studiu. Zajistili mu i místo školníka a bydlení. Jeho přítomnost lákala do univerzitního muzea velké množství lidí. Ishi záhy ztratil svou plachost a stal se docela přátelským a společenským člověkem. Jelikož postrádal získanou imunitu na bělošské choroby, byl poměrně často nemocný, z vážnějších chorob dostal například zápal plic. Staral se o něj lékař Saxton T. Pope, jenž se s Indiánem spřátelil a společně se věnovali především lukostřelbě. V roce 1914 se Ishi s Kroeberem, Popem a jeho synem vydali na několikatýdenní výpravu do údolí Deer Creeku, kde jim Indián ukazoval, jak a kde příslušníci kmene žili. Krátce po návratu se u něj začaly projevovat první příznaky tuberkulózy, jíž nakonec podlehl. Ishi zemřel 25. března 1916, jeho poslední slova k Saxtonu Popeovi údajně zněla „Ty zůstáváš, já odcházím“ (You stay, I go). Ačkoliv se tomu Kroeber pokusil na dálku zabránit (v době Ishiho smrti byl v Evropě), byl Ishi pitván, jeho mozek poté vyjmut z hlavy a tělo zpopelněno. Saxton Pope o něm následně napsal: „Tak odešel poslední divoký Indián Ameriky. Uzavřel tak jednu kapitolu dějin. Viděl v nás přemoudřelé děti - chytré, leč nemoudré. Víme a známe mnoho věcí, ale tolik z nich je falešných. On znal přírodu, která je vždy pravdivá. Měl charakterové vlastnosti, jež budou platné navěky. Byl dobrácký. Byl odvážný a ukázněný, a přestože ztratil všechno, jeho srdce nezatrpklo. Měl duši dítěte a mysl filozofa.“

## Význam, dědictví
Antropologové natočili několik hodin záznamů Ishiho vyprávění a písniček. Během pobytu na univerzitě se stal jakýmsi živým antropologickým exponátem. Ukazoval vědcům a dalším lidem své přírodní dovednosti při stavbě chýší, rozdělávání ohně, výrobě luků a šípů, zpracovávání kůží, rybaření a další. Ishi vynikal především v tvorbě štípané industrie, zvláště hrotů šípů z kamene, obsidiánu či skla. Jeho technika střelby z luku byla jedinečná: používal kratší luky, zvláštní druh palcového nátahu a netradiční držení těla i luku při výstřelu. Se Saxtonem Popem dokonce v lukostřelbě soutěžil. Zajímavé je, že jeho výsledky ve střelbě na terče nebyly nijak skvělé a Saxton Pope ho záhy začal pravidelně porážet. V létě roku 1915 Ishiho jazyk studoval a podrobně popsal vynikající lingvista Edward Sapir. Po Ishim je pojmenováno několik přírodních památek v severní Kalifornii například Ishi Wilderness a sekvojovec Ishi Giant.

### Filmy
- Ishi: The Last of His Tribe (1978), scénář Christopher Trumbo.
- The Last of His Tribe (1992)
- Ishi: The Last Yahi (1992), autorem filmu byl Jed Riffe.
- In Search of History: Ishi, the Last of His Kind (1998), televizní dokument.

### Divadlo
- Ishi (2008), hra od Johna Fishera

### Komiks
- Osamu Tezuka: The story of Ishi the primitive man